# Plan de sauvegarde de l'emploi
Pour l’article homonyme, voir PSE.
Le plan de sauvegarde de l'emploi, également connu sous son ancien nom de plan social ou sous le sigle PSE, désigne un dispositif légal français visant à limiter les conséquences des licenciements collectifs, mis en place dans l'article L. 1233-1 du code du travail. Instauré par la loi « Soisson » du 2 août 1989, le plan social a été renommé « plan de sauvegarde de l'emploi » par la loi de modernisation sociale du 17 janvier 2002.
Dans les médias français, « plan social » est souvent employé comme métonymie pour désigner le licenciement collectif lui-même.

## Modalités et dispositions de la loi
La conception et la mise en œuvre d'un PSE incombent à l'employeur, en vertu d'un principe de responsabilisation. Il est obligatoire :
- dans les sociétés employant au moins cinquante salariés ;
- lorsque les licenciements envisagés concernent au moins dix personnes dans une même période de trente jours, pour des motifs économiques.

Son objet est :
- d'éviter ou de réduire le nombre des licenciements ;
- de favoriser le reclassement des salariés.

Parmi les mesures requises pour éviter les licenciements :  
- mutation, réduction ou aménagement du temps de travail ;
- offres de reclassement interne[3] ;
- dispositif d'accompagnement à la recherche d'emploi, et de soutien à la création d'entreprise ;
- aide à la formation ou à la conversion ;
- mesures d'âge.

Les salariés concernés n'ont pas droit à la rupture conventionnelle.
Après son adoption au terme de la procédure complexe exposée ci-dessous, les salariés peuvent contester soit la validité du plan de sauvegarde de l'emploi devant le tribunal administratif soit la cause réelle et sérieuse de leur licenciement devant le Conseil de Prud'hommes.

## Procédure d'adoption
Pendant longtemps, un plan social n'était adopté qu'au terme d'une double consultation du comité d'entreprise d'une part sur le projet de compression d'effectif (ex-article 432-1 du Code du travail - Livre IV), d'autre part sur les mesures sociales (ex-article L. 321-2 du Code du travail - Livre III).
Le cas échéant, le comité d'entreprise pouvait être assisté d'un expert-comptable. 
Remaniée par la loi no 2013-504 du 14 juin 2013 sur la sécurisation de l'emploi, la nouvelle procédure française d'adoption des plans de sauvegarde de l'emploi fait désormais intervenir de nombreux acteurs (syndicats, comités d'entreprise, DREETS). 
En synthèse, l'entreprise peut utiliser l'une des trois voies suivantes : 
- convenir avec les syndicats majoritaires d'un accord collectif qui déterminera « le contenu du plan de sauvegarde de l'emploi (...) ainsi que les modalités de consultation du comité d'entreprise et de mise en œuvre des licenciements », lequel sera soumis à consultation du Comité social et économique (CSE) puis soumis à la validation de la DREETS (articles L. 1233-24-1 et L. 1233-57-2 du Code du travail) ;
- consulter le CSE sur un document unilatéral, lequel sera ensuite soumis à l'homologation de la DREETS (articles L. 1233-24-4 et L. 1233-57-3 du Code du travail) ;
- opter pour une solution mixte mêlant un accord collectif partiel (portant au moins sur le PSE) complété par un document unilatéral.

## Le congé de reclassement
Le PSE mis en place dans une entreprise ou un groupe dont l'effectif est de plus de 1000 salariés doit obligatoirement comprendre une proposition d'adhésion à un congé de reclassement. En cas d'adhésion, le salarié conclut une convention avec son employeur. La durée du congé de reclassement est de quatre mois au moins et de douze mois au plus, préavis inclus, la rupture du contrat de travail n'intervenant qu'au terme du congé. Pour la période excédant le préavis, le salarié est rémunéré par l'employeur à hauteur de 65 % de son salaire brut antérieur, ce montant ne pouvant être inférieur à 85 % du SMIC.
En revanche, le PSE appliqué aux entreprises ou groupes de moins de 1 000 salariés doit comprendre une proposition d'adhésion à une convention de reclassement personnalisée (CRP) entre l'État et le salarié. En cas d'adhésion, la rupture du contrat de travail intervient immédiatement par consentement mutuel et le salarié a le statut de stagiaire à la formation professionnelle. La durée de la CRP est de douze mois au cours desquels le salarié, qui abandonne deux mois de préavis versés à Pôle emploi, est indemnisé à hauteur de 80 % de son salaire brut antérieur. À l'issue de la CRP, le salarié est pris en charge par Pôle emploi, sans délai de carence, la durée de cette prise en charge se trouvant réduite de la durée de la CRP.